# Deutsche Leichtathletik-Meisterschaften 1955/Resultate
Der Hauptteil der Wettbewerbe bei den 55. Deutschen Leichtathletik-Meisterschaften wurde vom  4. bis 7. August 1955 im Waldstadion in Frankfurt ausgetragen.
In der hier vorliegenden Auflistung werden die in den verschiedenen Wettbewerben jeweils ersten sechs platzierten Leichtathletinnen und Leichtathleten aufgeführt. Eine Übersicht mit den Medaillengewinnerinnen und -gewinnern sowie einigen Anmerkungen zu den Meisterschaften findet sich unter dem Link Deutsche Leichtathletik-Meisterschaften 1955.
Es gab nur zwei Ausnahmen mit Meisterschaftswettbewerben, die zu anderen Terminen an anderen Orten stattfanden – der Waldlauf sowie das 50-km-Gehen, in den folgenden Übersichten jeweils konkreter bezeichnet.
Hier die ausführlichen Ergebnislisten der Meisterschaften:

## Meisterschaftsresultate Männer

### 100 m
| Platz | Athlet, Verein                        | Zeit (s) |
| ----- | ------------------------------------- | -------- |
| 1     | Heinz Fütterer (Karlsruher SC)        | 10,4     |
| 2     | Manfred Germar (ASV Köln)             | 10,4     |
| 3     | Leonhard Pohl (TSV Pfungstadt)        | 10,6     |
| 4     | Adolf Kluck (TSV Bayer 04 Leverkusen) | 10,7     |
| 5     | Eduard Feneberg (TSV 1860 München)    | 10,7     |
| 6     | Lothar Knörzer (Karlsruher SC)        | 10,8     |

Datum: 7. August

### 200 m
| Platz | Athlet, Verein                        | Zeit (s) |
| ----- | ------------------------------------- | -------- |
| 1     | Carl Kaufmann (Karlsruher SC)         | 21,4     |
| 2     | Heinz Fütterer (Karlsruher SC)        | 21,4     |
| 3     | Leonhard Pohl (TSV Pfungstadt)        | 21,9     |
| 4     | Adolf Kluck (TSV Bayer 04 Leverkusen) | 22,1     |
| 5     | Walter Oberste (OSV Hörde)            | 22,4     |
| 6     | Karl-Heinz Naujoks (VfL Gladbeck)     | 22,5     |

Datum: 6. August

### 400 m
| Platz | Athlet, Verein                           | Zeit (s) |
| ----- | ---------------------------------------- | -------- |
| 1     | Karl-Friedrich Haas (1. FC Nürnberg)     | 47,2     |
| 2     | Karl Blümmel (Eintracht Frankfurt)       | 47,6     |
| 3     | Hans Geister (CSV Marathon 1910 Krefeld) | 47,8     |
| 4     | Manfred Poerschke (OSV Hörde)            | 48,0     |
| 5     | Fritz Hannig (SuS Schwarz-Gelb Unna 07)  | 48,6     |
| 6     | Jürgen Kühl (SuS Bergedorf)              | 49,1     |

Datum: 6. August

### 800 m
| Platz | Athlet, Verein                               | Zeit (min) |
| ----- | -------------------------------------------- | ---------- |
| 1     | Horst Liell (Post SV Trier)                  | 1:50,0     |
| 2     | Friedrich Stracke (Barmer TV 1846 Wuppertal) | 1:50,7     |
| 3     | Günter Dohrow (SCC Berlin)                   | 1:50,7     |
| 4     | Horst Peters (Werder Bremen)                 | 1:51,1     |
| 5     | Paul Schmidt (Arminia Bielefeld)             | 1:51,2     |
| 6     | Walter Müller (VfV Hildesheim)               | 1:51,6     |

Datum: 7. August

### 1500 m
| Platz | Athlet, Verein                                  | Zeit (min) |
| ----- | ----------------------------------------------- | ---------- |
| 1     | Werner Lueg (Barmer TV 1846 Wuppertal)          | 3:44,4     |
| 2     | Olaf Lawrenz (Berliner SC)                      | 3:44,6     |
| 3     | Werner Bumann (TK Hannover)                     | 3:48,6     |
| 4     | Rolf Lamers (Borussia Düsseldorf)               | 3:50,8     |
| 5     | Max Rentsch (TSV Schwaben Augsburg)             | 3:51,2     |
| 6     | Friedhelm Hellriegel (Barmer TV 1846 Wuppertal) | 3:53,2     |

Datum: 7. August

### 5000 m
| Platz | Athlet, Verein                   | Zeit (min) |
| ----- | -------------------------------- | ---------- |
| 1     | Herbert Schade (Solinger LC)     | 14:11,6    |
| 2     | Walter Konrad (TSV 1860 München) | 14:30,4    |
| 3     | Stephan Lüpfert (VfB Stuttgart)  | 14:37,4    |
| 4     | Heinz Laufer (TG Schwenningen)   | 14:43,4    |
| 5     | Günter Heßelmann (VfB Lohberg)   | 14:43,6    |
| 6     | Friedhelm Bongard (Solinger LC)  | 14:45,6    |

Datum: 7. August

### 10.000 m
| Platz | Athlet, Verein                         | Zeit (min) |
| ----- | -------------------------------------- | ---------- |
| 1     | Fritz Hänsch (TSV München-Ost)         | 30:40,4    |
| 2     | Stephan Lüpfert (VfB Stuttgart)        | 30:42,0    |
| 3     | Jan Mieczniekowski (SC 1880 Frankfurt) | 30:49,0    |
| 4     | Karl-Heinz Bohn (SV Polizei Hamburg)   | 31:05,6    |
| 5     | Ludwig Müller (Weseler TV)             | 31:09,2    |
| 6     | Siegfried Steller (SCC Berlin)         | 31:18,4    |

Datum: 4. August

### Marathon
| Platz | Athlet, Verein                    | Zeit (h) |
| ----- | --------------------------------- | -------- |
| 1     | Hans Vollbach (ASV Köln)          | 2:41:00  |
| 2     | August Blumensaat (TUSEM Essen)   | 2:42:00  |
| 3     | Hermann Brecht (SCC Berlin)       | 2:45:10  |
| 4     | Willi Holtkamp (Rot-Weiß Koblenz) | 2:49:07  |
| 5     | Fritz Schöning (TUSEM Essen)      | 2:49:58  |
| 6     | Günter Leifhelm (TUSEM Essen)     | 2:51:43  |

Datum: 6. August

### Marathon, Mannschaftswertung
| Platz | Verein, Besetzung                                                           | Zeit (h) |
| ----- | --------------------------------------------------------------------------- | -------- |
| 1     | TUSEM Essen (August Blumensaat, Fritz Schöning, Günter Leifhelm)            | 08:23:41 |
| 2     | TSV Bayer 04 Leverkusen (Klaus Köhler, Gerhard Doerfeld, Dieter Engelhardt) | 08:45:01 |
| 3     | SCC Berlin (Hermann Brecht, Günter Thiele, Siegfried Uebe)                  | 08:52:39 |
| 4     | VfL Bochum (Karlfried Maluga, Josef Maluga, Josef Legge)                    | 09:02:49 |
| 5     | ASV Köln (Hans Vollbach, Günther Hahn, Hugo Lipper)                         | 09:30:58 |
| 6     | BTSV 1850 Berlin (Hugo Lipper, Bohnhorst, Wildner)                          | 10:27:45 |

Datum: 6. August

### 110 m Hürden
| Platz | Athlet, Verein                       | Zeit (s) |
| ----- | ------------------------------------ | -------- |
| 1     | Bert Steines (Rot-Weiß Koblenz)      | 14,7     |
| 2     | Rudolf Böck (Post-SV München)        | 15,0     |
| 3     | Manfred Grohnert (TUSEM Essen)       | 15,1     |
| 4     | Karl Jakob (Sportfreunde Gevelsberg) | 15,1     |
| 5     | Hans-Jürgen Jenss (VfL Wolfsburg)    | 15,3     |
| 6     | Wolfgang Troßbach (Berliner SC)      | 15,4     |

Datum: 6. August

### 200 m Hürden
| Platz | Athlet, Verein                      | Zeit (s) |
| ----- | ----------------------------------- | -------- |
| 1     | Bert Steines (Rot-Weiß Koblenz)     | 23,9     |
| 2     | Manfred Grohnert (TUSEM Essen)      | 24,9     |
| 3     | Dietrich Zirr (OSC Berlin)          | 25,0     |
| 4     | Willi Matthias (DTSG 1874 Hannover) | 25,4     |
| 5     | Rochus Claus (Viktoria Hamburg)     | 25,5     |
| 6     | Lutz Reinhardt (SV Darmstadt 98)    | 29,6     |

Datum: 6. August

### 400 m Hürden
| Platz | Athlet, Verein                          | Zeit (s) |
| ----- | --------------------------------------- | -------- |
| 1     | Wolfgang Fischer (Stuttgarter Kickers)  | 52,7     |
| 2     | Werner Möller (Rendsburger TSV)         | 52,7     |
| 3     | Helmut Janz (Rot-Weiß Oberhausen)       | 54,2     |
| 4     | Edgard Kloß (Berliner SC)               | 54,2     |
| 5     | Fritz Handrich (SV Phönix Ludwigshafen) | 54,4     |
| 6     | Heinz Hoß (SpVgg. Feuerbach)            | 56,5     |

Datum: 7. August

### 3000 m Hindernis
| Platz | Athlet, Verein                      | Zeit (min) |
| ----- | ----------------------------------- | ---------- |
| 1     | Helmut Thumm (TSV Bernhausen)       | 8:55,2     |
| 2     | Walter Müller (TSV 1860 München)    | 9:03,0     |
| 3     | Günter Heßelmann (VfB Lohberg)      | 9:05,0     |
| 4     | Guido Blankenhagen (VfL Hüls)       | 9:21,8     |
| 5     | Ottomar Kusserow (OSC Berlin)       | 9:27,8     |
| 6     | Lambert Schürmann (SV Union Rheydt) | 9:28,8     |

Datum: 7. August

### 4 × 100 m Staffel
| Platz | Verein, Besetzung                                                               | Zeit (s)  |
| ----- | ------------------------------------------------------------------------------- | --------- |
| 1     | Karlsruher SC (Lothar Knörzer, Carl Kaufmann, Heinz Fütterer, Hans-Peter Meyer) | 40,8 DRVe |
| 2     | TSV 1860 München (Rampf, Heinrich Umlauft, Hans Trimpl, Eduard Feneberg)        | 41,600000 |
| 3     | Rot-Weiß Oberhausen (Bruno Schminke, Günter Grote, Bastian, Rolf Breder)        | 42,100000 |
| 4     | Eintracht Braunschweig (Everling, Wrede, Blumenberg, Jürgen Sievers)            | 42,300000 |
| DSQ   | ASV Köln (Heinz Oberbeck, Adolf Kluck, Emil Heydt, Manfred Germar)              |           |
| DNS   | Eintracht Frankfurt                                                             |           |

Datum: 7. August
Der Karlsruher SC stellte mit seinen 40,8 Sekunden den bestehenden deutschen Rekord für Vereinsstaffeln ein.

### 4 × 400 m Staffel
| Platz | Verein, Besetzung                                                                   | Zeit (min) |
| ----- | ----------------------------------------------------------------------------------- | ---------- |
| 1     | CSV Marathon 1910 Krefeld (Kraus, Urban Cleve, Volker Rösch, Hans Geister)          | 3:15,6     |
| 2     | Rot-Weiß Koblenz (Vogel, Günther Steines, Wolfgang Schmidtke, Helmut Dreher)        | 3:15,8     |
| 3     | Polizei SV Berlin (Nakladal, Gerhard Weinmann, Wunderlich, Hans-Joachim Kowalewski) | 3:17,7     |
| 4     | Eintracht Braunschweig (Jürgen Sievers, Herbert Kuhn, Wrehde, Blumenberg)           | 3:18,6     |
| 5     | TuS Alemannia Menden (Köppe, Ebel, Wallenwein, Friedrich)                           | 3:19,5     |
| 6     | OSV Hörde (Faihinger, Walter Oberste, Doehl, Manfred Poerschke)                     | 3:22,2     |

Datum: 7. August

### 3 × 1000 m Staffel
| Platz | Verein, Besetzung                                                                      | Zeit (min) |
| ----- | -------------------------------------------------------------------------------------- | ---------- |
| 1     | Barmer TV 1846 Wuppertal I (Friedrich Stracke, Hans Emde, Werner Lueg)                 | 7:23,0     |
| 2     | VfV Hildesheim (Walter Müller, Kurt Ernst, Dieter Schreiber)                           | 7:23,4     |
| 3     | OSV Hörde (Manfred Groß, Engelbert Basse, Korte)                                       | 7:24,7     |
| 4     | TSV 1860 München (Heinz Riederer, Alfred Brand, Walter Müller)                         | 7:26,0     |
| 5     | SCC Berlin (Lerch, Ring, Günter Dohrow)                                                | 7:26,8     |
| 6     | Barmer TV 1846 Wuppertal II (Joachim Rockschiess, Willi Fichtel, Friedhelm Hellriegel) | 7:27,4     |

Datum: 7. August

### 20-km-Gehen
| Platz | Athlet, Verein                        | Zeit (h)  |
| ----- | ------------------------------------- | --------- |
| 1     | Claus Biethan (Hamburger SV)          | 1:40:33,4 |
| 2     | Siegfried Kemper (Berliner SC)        | 1:41:07,0 |
| 3     | Wolfgang Döring (Grün-Weiß Essen)     | 1:42:03,0 |
| 4     | Viktor Siuda (Eintracht Braunschweig) | 1:43:42,0 |
| 5     | Erich Hesmer (Grün-Weiß Essen)        | 1:44:27,0 |
| 6     | Rudolf Nolte (Eintracht Braunschweig) | 1:43:42,6 |

Datum: 4. August

### 20-km-Gehen, Mannschaftswertung
| Platz | Verein, Besetzung                                                    | Zeit (h)  |
| ----- | -------------------------------------------------------------------- | --------- |
| 1     | Grün-Weiß Essen (Wolfgang Döring, Erich Hesmer, Alfred Fattmann)     | 5:11:55,6 |
| 2     | Eintracht Braunschweig I (Viktor Siuda, Rudolf Nolte, Walter Stoltz) | 5:15:00,2 |
| 3     | Eintracht Braunschweig II (Peinemann, Köppe, Pittelkow)              | 5:29:35,8 |
| 4     | Berliner SC (Siegfried Kemper, Wenzel, Seefeldt)                     | 5:30:00,0 |
| 5     | Hamburger SV (Claus Biethan, Kaiser, Emil Griem)                     | 5:32:11,8 |
| 6     | VfL Germania Frankfurt (Voß, Nord, Norman)                           | 5:47:26,6 |

Datum: 4. August

### 50-km-Gehen
| Platz | Athlet, Verein                         | Zeit (h)  |
| ----- | -------------------------------------- | --------- |
| 1     | Wolfgang Döring (Grün-Weiß Essen)      | 5:12:58,2 |
| 2     | Alfred Fattmann (Grün-Weiß Essen)      | 5:13:40,0 |
| 3     | Walter Stoltz (Eintracht Braunschweig) | 5:14:49,6 |
| 4     | Viktor Siuda (Eintracht Braunschweig)  | 5:15:54,4 |
| 5     | Robert Kübler (TSV Allianz Stuttgart)  | 5:16:01,6 |
| 6     | Emil Griem (Hamburger SV)              | 5:18:05,8 |

Datum: 25. September
fand in Dortmund statt

### 50-km-Gehen, Mannschaftswertung
| Platz | Verein, Besetzung                                                 | Zeit (h)   |
| ----- | ----------------------------------------------------------------- | ---------- |
| 1     | Grün-Weiß Essen (Wolfgang Döring, Alfred Fattmann, Vaupel)        | 15:46:31,4 |
| 2     | Eintracht Braunschweig (Walter Stoltz, Viktor Siuda, Rudi Lüttge) | 15:54:16,8 |
| 3     | Hamburger SV (Emil Griem, Kaiser, Rudolf Modes)                   | 16:35:17,4 |

Datum: 25. September
fand in Dortmund statt
nur 3 Mannschaften in der Wertung

### Hochsprung
| Platz | Athlet, Verein                           | Höhe (m) |
| ----- | ---------------------------------------- | -------- |
| 1     | Hans-Jürgen Jenss (VfL Wolfsburg)        | 1,90     |
| 2     | Werner Bähr (Olympia Neumünster)         | 1,85     |
| 3     | Theo Püll (LG 1947 Viersen)              | 1,85     |
| 4     | Friedrich Guszahn (Post SV Bielefeld)    | 1,80     |
| 4     | Harald Lindemann (Bonner FV)             | 1,80     |
| 6     | Erich Bremicker (SV Phönix Ludwigshafen) | 1,80     |
| 6     | Markolf Groß (VT Böhl)                   | 1,80     |

Datum: 7. August

### Stabhochsprung
| Platz | Athlet, Verein                            | Höhe (m) |
| ----- | ----------------------------------------- | -------- |
| 1     | Julius Schneider (SC Pforzheim)           | 4,20     |
| 2     | Willi Reißmann (TV Fürth 1860)            | 4,00     |
| 3     | Ernst Lachermund (TSC Eintracht Dortmund) | 3,90     |
| 4     | Wigo Biffart (TSG Neustadt)               | 3,90     |
| 5     | Horst Drumm (Rot-Weiß Koblenz)            | 3,90     |
| 6     | Wolfgang Goldenbohm (MTV Wolfenbüttel)    | 3,80     |

Datum: 7. August

### Weitsprung
| Platz | Athlet, Verein                         | Weite (m) |
| ----- | -------------------------------------- | --------- |
| 1     | Ronald Krüger (Club zur Vahr Bremen)   | 7,55      |
| 2     | Dietrich Richter (Eintracht Frankfurt) | 7,51      |
| 3     | Heinz Oberbeck (ASV Köln)              | 7,38      |
| 4     | Manfred Molzberger (Olympia Oberberg)  | 7,21      |
| 5     | Reinhold Döll (TV 1859 Nidda)          | 7,11      |
| 6     | Walter Bolay (Stuttgarter Kickers)     | 7,02      |

Datum: 6. August

### Dreisprung
| Platz | Athlet, Verein                            | Weite (m) |
| ----- | ----------------------------------------- | --------- |
| 1     | Theo Strohschnieder (TV Cloppenburg)      | 15,31     |
| 2     | Hermann Höhnke (Barmer TV 1846 Wuppertal) | 14,50     |
| 3     | Kurt Trozowski (TuS Jahn Werdohl)         | 14,42     |
| 4     | Erwin Wald (Fuldaer Turnerschaft 48)      | 14,32     |
| 5     | Walter Mahlendorf (Hannover 96)           | 14,30     |
| 6     | Heinz Denk (ASV Köln)                     | 13,97     |

Datum: 5. August

### Kugelstoßen
| Platz | Athlet, Verein                             | Weite (m) |
| ----- | ------------------------------------------ | --------- |
| 1     | Karl-Heinz Wegmann (Dortmunder TG)         | 16,02     |
| 2     | Hermann Lingnau (TK Hannover)              | 15,84     |
| 3     | Dietrich Urbach (VfL Bochum)               | 15,67     |
| 4     | Karl Oweger (TSV 1860 München)             | 15,33     |
| 5     | Dieter Möhring (SV St. Georg 1895 Hamburg) | 14,64     |
| 6     | Heinz Lutter (Post-SV München)             | 14,59     |

Datum: 6. August

### Diskuswurf
| Platz | Athlet, Verein                              | Weite (m) |
| ----- | ------------------------------------------- | --------- |
| 1     | Günther Noack (PSV Grünweiß Frankfurt)      | 48,80     |
| 2     | Martin Bührle (USC Heidelberg)              | 48,69     |
| 3     | Heinz Rosendahl (Schwarz-Weiß Radevormwald) | 45,33     |
| 4     | Dieter Möhring (SV St. Georg 1895 Hamburg)  | 45,28     |
| 5     | Walter Janssen (TSG Westerstede)            | 45,09     |
| 6     | Heinz Brandt (Polizei SV Kiel)              | 45,06     |

Datum: 7. August

### Hammerwurf
| Platz | Athlet, Verein                            | Weite (m) |
| ----- | ----------------------------------------- | --------- |
| 1     | Karl Storch (Borussia Fulda)              | 59,67     |
| 2     | Hugo Ziermann (Grünweiß Frankfurt)        | 54,67     |
| 3     | Heinz Prechtl (Post-SV München)           | 54,56     |
| 4     | Karl Hagenburger (Rot-Weiß Koblenz)       | 54,20     |
| 5     | Rudolf Morey (SV Phönix Ludwigshafen)     | 53,46     |
| 6     | Willi Glotzbach (Fuldaer Turnerschaft 48) | 52,49     |

Datum: 7. August

### Speerwurf
| Platz | Athlet, Verein                    | Weite (m) |
| ----- | --------------------------------- | --------- |
| 1     | Heinrich Will (Rendsburger TSV)   | 72,64     |
| 2     | Hermann Rieder (TSV 1860 München) | 70,89     |
| 3     | Luitpold Maier (TSV 1860 München) | 70,76     |
| 4     | Anton Diewald (Rot-Weiß Koblenz)  | 63,71     |
| 5     | Emil Sick (Stuttgarter Kickers)   | 63,70     |
| 6     | Gerd Prukopski (TV Gladbeck)      | 62,14     |

Datum: 6. August

### Fünfkampf,1952er Wertung
| Platz | Athlet, Verein                             | P – offiz. Wert. | P – 85er Wert. |
| ----- | ------------------------------------------ | ---------------- | -------------- |
| 1     | Luitpold Maier (TSV 1860 München)          | 3374             | 3667           |
| 2     | Dieter Möhring (SV St. Georg 1895 Hamburg) | 3285             | 3608           |
| 3     | Horst Bodenstein (TK Hannover)             | 2984             | 3403           |
| 4     | Karl-August Schrader (ASV Köln)            | 2624             | 3347           |
| 5     | Hans-Georg von Schnering (Preußen Münster) | 2832             | 3283           |
| 6     | Werner Schmitt (TG 1862 Rüsselsheim)       | 2618             | 3127           |

Datum: 4. August
Disziplinen des Fünfkampfs: Weitsprung, Speerwurf, 200 m, Diskuswurf, 1500 m

### Zehnkampf,1952er Wertung
| Platz | Athlet, Verein                    | P – offiz. Wert. | P – 85er Wert. |
| ----- | --------------------------------- | ---------------- | -------------- |
| 1     | Josef Klik (TuS Fritzlar)         | 6154             | 6589           |
| 2     | Friedel Schirmer (FC Stadthagen)  | 6014             | 6444           |
| 3     | Gerd Reinhardt (SV Darmstadt 98)  | 5730             | 6276           |
| 4     | Erwin Meister (TSV 1860 München)  | 5703             | 6217           |
| 5     | Winfried Kretzschmar (SCC Berlin) | 5645             | 6218           |
| 6     | Josef Schwankner (TV Traunstein)  | 5266             | 5938           |

Datum: 4./5. August

### Waldlauf–7750 m
| Platz | Athlet, Verein                        | Zeit (min) |
| ----- | ------------------------------------- | ---------- |
| 1     | Walter Konrad (TSV 1860 München)      | 23:31,0    |
| 2     | Siegfried Steller (SCC Berlin)        | 23:34,6    |
| 3     | Günter Heßelmann (VfB Lohberg)        | 23:35,2    |
| 4     | Stefan Lüpfert (VfB Stuttgart)        | 23:51,2    |
| 5     | Heinz Laufer (TG Schwenningen)        | 24:08,4    |
| 6     | Ludwig Eckel (SV Phönix Ludwigshafen) | 24:13,0    |

Datum: 10. April
fand in Schwaig bei Nürnberg statt

### Waldlauf–7750 m, Mannschaftswertung
| Platz | Verein, Besetzung                                           | (Pkte)               |
| ----- | ----------------------------------------------------------- | -------------------- |
| 1     | SCC Berlin I (Siegfried Steller, Dieter Kohls, Michalowski) | 21 (Plätze 02/14/18) |
| 2     | VfB Stuttgart (Stefan Lüpfert, Wolfgang Koppatsch, Zeißler) | 24 (Plätze 04/16/20) |
| 3     | SC Dahlhausen (Heinz Betting, Gustav Disse, Reinhold Hundt) | 24 (Plätze 09/12/23) |
| 4     | TSV 1860 München (Walter Konrad, Walter Müller, Hirsch)     | 26 (Plätze 01/13/27) |
| 5     | Hamburger SV (Rögener, Gerhard Paschen, Klaus Ketelsen)     | 28 (Plätze 11/17/21) |
| 6     | SCC Berlin II (Arthur Person, Hermann Brecht, Wagner)       | 54 (Plätze 24/25/40) |

Datum: 10. April
fand in Schwaig bei Nürnberg statt

## Meisterschaftsresultate Frauen

### 100 m
| Platz | Athletin, Verein                               | Zeit (s) |
| ----- | ---------------------------------------------- | -------- |
| 1     | Maria Sander, geb. Domagala (SuS 09 Dinslaken) | 12,3     |
| 2     | Renate Nitschke (OSV Hörde)                    | 12,4     |
| 3     | Charlotte Böhmer (OSV Hörde)                   | 12,4     |
| 4     | Irene Brütting (Blau-Weiß Frankfurt)           | 12,5     |
| 5     | Inge Fuhrmann (SCC Berlin)                     | 12,5     |
| 6     | Helga Erny, geb. Klein (SG Mannheim)           | 12,6     |

Datum: 6. August

### 200 m
| Platz | Athletin, Verein                            | Zeit (s) |
| ----- | ------------------------------------------- | -------- |
| 1     | Charlotte Böhmer (OSV Hörde)                | 24,9     |
| 2     | Inge Fuhrmann (SCC Berlin)                  | 25,0     |
| 3     | Maria Jeibmann, geb. Arenz (Wuppertaler SV) | 25,4     |
| 4     | Jutta Klinge (Werder Bremen)                | 25,9     |
| 5     | Marga Weidner (TSV Bayer 04 Leverkusen)     | 26,2     |
| DSQ   | Käthe Weigel (Eintracht Frankfurt)          |          |

Datum: 7. August

### 800 m
| Platz | Athletin, Verein                       | Zeit (min) |
| ----- | -------------------------------------- | ---------- |
| 1     | Edith Schiller (ASV Köln)              | 2:15,4     |
| 2     | Nanny Schlüter (VfL Pinneberg)         | 2:15,5     |
| 3     | Friedlinde Schube (TSV Bönnigheim)     | 2:16,4     |
| 4     | Anneliese Schäfer (TSG Armsheim)       | 2:17,8     |
| 5     | Christel Miklavicic (VfL Hüls)         | 2:19,2     |
| 6     | Brigitte Stötzel (Sportfreunde Siegen) | 2:19,9     |

Datum: 6. August

### 80 m Hürden
| Platz | Athletin, Verein                               | Zeit (s) |
| ----- | ---------------------------------------------- | -------- |
| 1     | Zenta Gastl (TSV 1860 München)                 | 11,1     |
| 2     | Maria Sander, geb. Domagala (SuS 09 Dinslaken) | 11,1     |
| 3     | Regina Lorberg (TK Hannover)                   | 11,2     |
| 4     | Edeltraut Eiberle (TG Trossingen)              | 11,3     |
| 5     | Hilke Thymm (Germania Wilhelmshaven)           | 11,3     |
| 6     | Anneliese Seonbuchner (1. FC Nürnberg)         | 11,4     |

Datum: 6. August

### 4 × 100 m Staffel
| Platz | Verein, Besetzung                                                                        | Zeit (s) |
| ----- | ---------------------------------------------------------------------------------------- | -------- |
| 1     | Eintracht Frankfurt (Irmgard Egert, Käthe Weigel, Renate Schwarzkopf, Karola Ebenritter) | 47,9     |
| 2     | OSV Hörde (Waltraud Preker, Charlotte Böhmer, Else Ostmann, Renate Nitschke)             | 48,2     |
| 3     | Stuttgarter Kickers (Erna Hönig, Ulrike Lehr, Hannelore Banzhaf, Rosemarie Scheibner)    | 48,9     |
| 4     | Werder Bremen (Inge Schierloh, Jutta Klinge, Sigrid Wilks, Charlotte Oppolzer)           | 49,1     |
| 5     | 1. FC Nürnberg (Wilhelmine Schubert, Anneliese Seonbuchner, Marika Otting, Scheuerer)    | 49,1     |
| 6     | Wuppertaler SV (Marlene Nix, Maria Jeibman – geb. Arenz, Ilse Jäger, Marianne Hagedorn)  | 49,3     |

Datum: 7. August

### Hochsprung
| Platz | Athletin, Verein                          | Höhe (m) |
| ----- | ----------------------------------------- | -------- |
| 1     | Inge Kilian (Eintracht Braunschweig)      | 1,60     |
| 2     | Ursula Ehrhardt (OSC Berlin)              | 1,60     |
| 3     | Hildegard Gerschler (USC Freiburg)        | 1,57     |
| 4     | Heidi Maasberg (TSV Münchberg 1862)       | 1,54     |
| 5     | Wilhelmine Schubert (1. FC Nürnberg)      | 1,54     |
| 6     | Christa Büchner (TSV Bayer 04 Leverkusen) | 1,50     |

Datum: 6. August

### Weitsprung
| Platz | Athletin, Verein                       | Weite (m) |
| ----- | -------------------------------------- | --------- |
| 1     | Lena Stumpf (Germania Leer)            | 5,82      |
| 2     | Anneliese Seonbuchner (1. FC Nürnberg) | 5,76      |
| 3     | Maria Sturm (1. FC Nürnberg)           | 5,72      |
| 4     | Ilse Jaeger (Wuppertaler SV)           | 5,62      |
| 5     | Helma Wiemann (TSV Malente)            | 5,56      |
| 6     | Lore Fauth (Stuttgarter Kickers)       | 5,47      |

Datum: 7. August

### Kugelstoßen
| Platz | Athletin, Verein                                    | Weite (m) |
| ----- | --------------------------------------------------- | --------- |
| 1     | Anne-Chatrine Lafrenz (Gut-Heil Lübeck 1876)        | 14,23     |
| 2     | Edelgard Anhoff (SCC Berlin)                        | 14,09     |
| 3     | Marianne Werner, geb. Schulze-Entrup (SC Greven 09) | 13,98     |
| 4     | Marlene Biedermann (VfL Gladbeck)                   | 13,28     |
| 5     | Karen Sonneck, geb. Uthke (TK Hannover)             | 12,93     |
| 6     | Hannelore Klute (USC Heidelberg)                    | 12,83     |

Datum: 7. August

### Diskuswurf
| Platz | Athletin, Verein                                    | Weite (m) |
| ----- | --------------------------------------------------- | --------- |
| 1     | Anne-Chatrine Lafrenz (Gut-Heil Lübeck 1876)        | 46,93     |
| 2     | Kriemhild Hausmann (Preussen Krefeld)               | 46,31     |
| 3     | Marianne Werner, geb. Schulze-Entrup (SC Greven 09) | 46,19     |
| 4     | Karen Sonneck, geb. Uthke (TK Hannover)             | 45,11     |
| 5     | Gudrun Kapolke (Hamburger SV)                       | 44,29     |
| 6     | Walburga Kaiser (Preußen Münster)                   | 43,00     |

Datum: 5. August

### Speerwurf
| Platz | Athletin, Verein                   | Weite (m) |
| ----- | ---------------------------------- | --------- |
| 1     | Almut Brömmel (TSV 1860 München)   | 47,83     |
| 2     | Edelgard Anhoff (SCC Berlin)       | 44,89     |
| 3     | Elisabeth Groß (1. FC Nürnberg)    | 43,59     |
| 4     | Jutta Krüger (OSC Berlin)          | 41,22     |
| 5     | Helga Zimnick (Düsseldorfer SC 99) | 40,10     |
| 6     | Ursula Dreimann (OSC Berlin)       | 39,12     |

Datum: 6. August

### Fünfkampf,1955er Wertung
| Platz | Athletin, Verein                          | Leistung (Pkte) |
| ----- | ----------------------------------------- | --------------- |
| 1     | Maria Sturm (1. FC Nürnberg)              | 4466            |
| 2     | Edeltraut Eiberle (TG Trossingen)         | 4410            |
| 3     | Ursula Diosegi (SuS Bergedorf)            | 4009            |
| 4     | Christa Büchner (TSV Bayer 04 Leverkusen) | 3963            |
| 5     | Ursula ten Brink (Sparta Nordhorn)        | 3929            |
| 6     | Rosemarie Zweig (ASV Köln)                | 3902            |

Datum: 4./5. August

## Video
- Rückblick auf den Marathonlauf bei den Deutschen Leichtathletikmeisterschaften 1955, frankfurt-marathon.com, abgerufen am 20. April 2021
- Kritischer Vorbericht zu den Deutschen Waldlaufmeisterschaften 1955. In: Die Zeit, 7. April 1955, zeit.de, abgerufen am 20. April 2021
- Ergebnisse der Deutschen Marathon-Meisterschaften Männer in Frankfurt am Main am 6. August, marathonspiegel.de, abgerufen am 20. April 2021
- Ergebnisse der Deutschen Marathon-Meisterschaften Männer Teamwertung in Frankfurt am Main am 6. August, marathonspiegel.de, abgerufen am 20. April 2021